# Actinodure de Walden
Espèce
Statut de conservation UICN

 LC  : Préoccupation mineure
L'Actinodure de Walden (Actinodura waldeni) est une espèce de passereaux de la famille des Leiothrichidae.

## Répartition
Cet oiseau vit en Birmanie, dans le sud du Yunnan, le sud-est du Tibet et le nord-est de l'Inde.

## Habitat
Il peuple les montagnes humides tropicales et subtropicales.

## Sous-espèces
D'après Alan P. Peterson, il existe quatre sous-espèces :
- Actinodura waldeni daflaensis
- Actinodura waldeni poliotis
- Actinodura waldeni saturatior
- Actinodura waldeni waldeni